# Nationalpark Henri Pittier
Der Nationalpark Henri Pittier ist ein Schutzgebiet in Venezuela. Es wurde 1937 ausgewiesen und ist 1070 km² groß. Das Areal erstreckt sich von der karibischen Küste bis Maracay. Der Park hieß zunächst „Rancho Grande“ und wurde erst 1953 nach Henri Pittier benannt. Er ist bekannt für Riesenfarne und viele Vogelarten.